# Mermitelocerus schmidtii
Espèce
Synonymes
- Phytocoris schmidtii Fieber, 1836
- Calocoris schmidti (Fieber, 1836)[1]

Mermitelocerus schmidtii est une espèce d'insectes hétéroptères (punaises).